# Bahamut
Bahamut (arabisch بهموت, DMG Bahamūt) ist einer arabischen Legende nach ein wundersamer Fisch, der in grundlosen Gewässern schwimmt und das gesamte Gebäude der Welt auf sich trägt. In einer Überlieferung heißt es:
Gott schuf die Erde, aber die Erde hatte keinen Halt, und so schuf er unter der Erde einen Engel. Aber der Engel hatte keinen Halt, und so schuf er unter den Füßen des Engels einen Felsen aus Rubin. Aber der Felsen hatte keinen Halt, und so schuf er unter dem Felsen einen Stier mit viertausend Augen, Ohren, Nasen, Mäulern, Zungen und Füßen. Aber der Stier hatte keinen Halt, und so schuf er unter dem Stier einen Fisch namens Bahamut und unter den Fisch tat er Wasser und unter das Wasser Finsternis, und die menschliche Wissenschaft weiß nicht, was sich jenseits dieses Punktes befindet.
Der Mythos basiert auf dem sagenhaften Urzeitmonster Behemoth, das im Buch Hiob im Alten Testament erwähnt wird.
Im Koran spielt die 68. Sure auf jenen Fisch an, der, zusammen mit dem „Schreibrohr“, eine tragende Rolle bei der Erschaffung der Welt spielt.
In Tausendundeine Nacht wird berichtet, dass Bahamut so riesig und strahlend sei, dass kein Mensch seinen Anblick ertragen könne. Alle Meere der Erde, in einem seiner Nasenlöcher untergebracht, wären wie ein Senfkorn inmitten einer Wüste. In der 496. Nacht aus Tausendundeiner Nacht wird erzählt, dass es Isa bin Maryam (Jesus von Nazaret) auf seinen Wunsch hin erlaubt wurde, Bahamut zu sehen, mit dem Ergebnis, dass er bewusstlos zu Boden sank und erst nach drei Tagen wieder aus seiner Ohnmacht erwachte. Möglicherweise steht die Größe und Mächtigkeit des sagenhaften Fisches für den Kosmos. Der argentinische Schriftsteller Jorge Luis Borges vermutet dagegen, die Vorstellung eines Engels über einem Felsen, der auf einem Stier ruhe, der auf dem Bahamut stehe, der über Unbekanntem schwimme, beziehe sich auf den kausalen Gottesbeweis des Aristoteles: Demnach müsse es, da jede Ursache auf eine ihr zugrundeliegende Ursache zurückgeführt werden könne, eine allererste Ursache geben, um einen regressus ad infinitum zu vermeiden.

## Trivia
Als Drache tauchte Bahamut innerhalb der Popkultur zum ersten Mal im Pen-&-Paper-Rollenspiel Dungeons & Dragons auf. Dort wurde er 1975 zum ersten Mal als Dragon King, oder auch Platinum Dragon, im Ergänzungsbuch Greyhawk erwähnt. 1977 erhielt er  im Monster Manual seinen Namen „Bahamut“ (wie auch sein Gegenpart die Dragon Queen, die nach der babylonischen Gottheit „Tiamat“ benannt wurde). 1980 wurde er im Deities & Demigods als Drachengottheit identifiziert. Seitdem ist er ein fester Bestandteil der verschiedenen Settingwelten und taucht dort in diversen Pantheons auf.
In der Computerspielreihe Final Fantasy ist Bahamut in fast allen Teilen der Hauptreihe als ein Beschwörungsmonster enthalten und erscheint generell in Form eines Drachen. Bis auf die Namensähnlichkeit hat die Computerspiel-Figur jedoch nichts mit der mythologischen Gestalt gemeinsam.
Ebenso ist Bahamut im japanischen MMORPG Granblue Fantasy eine Beschwörung in Form eines Drachen. Bahamut wird in der zugehörigen Geschichte als Hälfte des Schöpfers dargestellt, welcher nach einer Teilung des Himmels im Himmel verblieb und die Kraft der Wiedergeburt und Zerstörung (wört. Rebirth and Destruction) innehat.
Die US-amerikanische Band Hazmat Modine widmete 2006 dem Fabelwesen ihr erstes Album.